# Mùa bão Nam Thái Bình Dương 2017–18
Mùa bão ở Nam Thái Bình Dương năm 2017-18 là thời kỳ năm có nhiều cơn lốc xoáy nhiệt đới hình thành ở Nam Thái Bình Dương ở phía Đông 160°E. Mùa bắt đầu chính thức vào ngày 1 tháng 11 năm 2017 và kết thúc vào ngày 30 tháng 4 năm 2018; tuy nhiên, một cơn bão nhiệt đới có thể hình thành vào bất kỳ thời gian nào từ ngày 1 tháng 7 năm 2017 đến ngày 30 tháng 6 năm 2018 và sẽ tính vào tổng số mùa. Trong mùa giải, các cơn lốc xoáy nhiệt đới sẽ được Trung tâm Khí tượng đặc biệt khu vực (RSMC) theo dõi chính thức tại Nadi, Fiji và các Trung tâm Cảnh báo Lốc xoáy Nhiệt đới ở Brisbane, Australia và Wellington, New Zealand. Lực lượng Vũ trang Hoa Kỳ thông qua Trung tâm Cảnh báo Typhoon (JTWC) cũng sẽ theo dõi lưu vực và đưa ra các cảnh báo không chính thức cho các lợi ích của Hoa Kỳ. RSMC Nadi gắn một số và một hậu tố F cho các rối loạn nhiệt đới hình thành hoặc di chuyển vào lưu vực trong khi JTWC chỉ định cyclones nhiệt đới đáng kể với số lượng và hậu tố P. RSMC Nadi, TCWC Wellington và TCWC Brisbane đều sử dụng Quy mô Cường độ Cơn bão nhiệt đới của Úc và ước tính tốc độ gió trong khoảng thời gian 10 phút, trong khi JTWC ước lượng gió duy trì trong khoảng thời gian 1 phút, sau đó so sánh với cơn bão Saffir-Simpson (SSHWS).

## Lịch sử mùa bão trước
Trung bình các mùa từ 1969-1970 cho đến 2016-17 có khoảng 7 xoáy thuận nhiệt đới hìmh thành.

## Hệ thống

### Xoáy thuận nhiệt đới Fehi
Là một cơn bão nhiệt đới, Fehi gây ra thiệt hại lớn ở phía Tây New Zealand. Gió mạnh và mưa lớn làm hỏng hàng trăm công trình Charleston và Westport. Bãi biển, vạch trần một bãi rác cũ tại bãi biển Cobden, nơi để lại hàng ngàn túi rác rải rác. Thiệt hại ít nhất là 6,7 triệu đô la Úc (khoảng USD$4.9 triệu).

### Xoáy thuận nhiệt đới dữ dội Gita
Xoáy thuận Gita ảnh hưởng đến nhiều quốc gia và vùng lãnh thổ đảo. Tonga là nơi bị ảnh hưởng nặng nề nhất, với những thiệt hại nghiêm trọng xảy ra trên đảo Tongatapu và Eua; 41 người bị thương tích xảy ra trong vương quốc. Ít nhất 171 căn hộ bị phá hủy và hơn 1.100 ngôi nhà bị thiệt hại. Gió mạnh phá hủy nhà cửa và để lại hai hòn đảo chủ yếu không có điện. Mưa nặng nề và gió thiệt hại gây ra sự gián đoạn rộng rãi ở Samoa và Samoa thuộc Mỹ, khiến cho cả hai tuyên bố khẩn cấp. Các hòn đảo xa xôi trong Fijian Quần đảo Lau bị ảnh hưởng đáng kể, đặc biệt là Ono-i-Lau và Vatoa. Wallis và Futuna, Niue và Vanuatu cũng bị ảnh hưởng, nhưng tác động ở những khu vực này là không đáng kể.

## Xoáy thuận khác
Vào ngày 28 tháng 1 năm 2018,JTWC đã ban hành cảnh báo về sự hình thành xoáy nghịch nhiệt đới cho một nhiễu động nhiệt đới nằm gần đảo Polynesia thuộc Rapa Iti của Pháp. Hệ thống nằm trong vùng biển nóng nên được tăng cường sau đó. Hệ thống đạt đỉnh với sức gió duy trì 1 phút đạt 65 km/h,khiến sức mạnh nó tương đương với một cơn bão nhiệt đới yếu trên thang SSHWS (nhưng do nó ở trạng thái cận nhiệt đới nên JTWC đã không phát đi cảnh báo chính thức). Cảnh báo sau đó đã bị hủy vào ngày hôm sau khi hệ thống gặp môi trường bất lợi và yếu dần,trung tâm lưu thông cấp thấp của bão trở lên rời rạc và đối lưu khí quyển di dời về phía đông của trung tâm lưu thông.
Vào ngày 7 tháng 5 năm 2018 một hệ thống lốc xoáy ngoại nhiệt đới hình thành ở phía Đông kinh tuyến 120 độ Tây có khả năng trở thành một cơn xoáy nghịch cận nhiệt đới,cách bờ biển Chile khoảng vài trăm dặm về phía Tây.Hệ thống hình thành trong khu vực không có Trung tâm Khí tượng Cảnh tượng Khu vực,vì vậy nó không được phân loại chính thức.Đến ngày 9 tháng 5 năm 2018,các dịch vụ vệ tinh của NOAA đã phân loại nó là một cơn bão cận nhiệt đới,mặc dù nó tồn tại ở một môi trường có nhiệt độ nước biển mát (không quá 20 độ C).
Cơn bão này tồn tại ở Đông Nam Thái Bình Dương là một khu vực cực kỳ hiếm xảy ra xoáy nghịch nhiệt đới.